# Лемешева Людмила Григорівна
Лемешева Людмила Григорівна (нар. 13 квітня 1941, с. Бегоща Курської області, РРФСР) — радянський і український кінокритик, кінознавець, сценарист. Заслужений діяч мистецтв України (2004).
Закінчила філологічний факультет Харківського державного університету (1963). Викладала в школі, працювала в газеті «Комсомольское знамя».
З 1969 р. на творчій роботі. Автор і ведуча циклів передач на українському телебаченні «В кадрі і за кадром», «Новини кіно» (1980—1991).
Публікує статті у московських журналах «Искусство кино» (від 1980), «Кинофорум» (від 2002).
Автор сценаріїв неігрових фільмів «Іван Миколайчук. Посвята» (1998, реж. А. Сирих), «Таємна свобода» (2011, реж. Сергій Лисенко), а також книг: «Иван Миколайчук» (М., 1974), «Я твой, живое время» (М., 1981), «Профессия: Актер» (К., 1987).
Член Національної спілки журналістів України (1975). Член Національної спілки кінематографістів України (1982).

## Громадська позиція
У 2018 підтримала звернення Європейської кіноакадемії на захист ув'язненого у Росії українського режисера Олега Сенцова.